# Stefano Sottile
Stefano Sottile (né le 26 janvier 1998 à Borgosesia) est un athlète italien, spécialiste du saut en hauteur.

## Carrière
Il mesure 1,82 m pour 64 kg et appartient au club Atletica Valsesia où il est entraîné par Valeria Musso.
Le 10 mai 2015 à Turin (stade Primo-Nebiolo), il améliore de 5 cm son record personnel en le portant à 2,20 m, également meilleure marque mondiale de l'année de sa catégorie. Il remporte le 19 juillet 2015 le titre de champion du monde des cadets à Cali en égalant cette mesure au premier essai, devant l'Ukrainien Dmytro Nikitin, 2,18 m. Le 27 février 2016, il porte son record à 2,22 m, à 2 cm du record national junior, lors du triangulaire Allemagne-France-Italie.
Le 16 février 2018, il remporte le titre national en salle à Ancône avec un record porté à 2,24 m.
Le 8 juin 2019, il porte à Rieti son record personnel, dans la même compétition, d’abord à 2,25 m, puis à 2,30 m, ce qui lui donne le minima pour les Championnats du monde à Doha. Le 28 juillet, il remporte les championnats nationaux à Bressanone et bat son record personnel avec un saut à 2,33 m, égale la meilleure performance mondiale de l'année, se qualifie pour les Jeux olympiques de 2020 et améliore le record national espoir de Gianmarco Tamberi.
En 2024 il prend la 4e place aux Jeux olympiques de Paris avec 2,34 m comme le 3e, Mutaz Essa Barshim, mais avec un échec à la hauteur précédente, et bat son record personnel d'un cm.

## Palmarès
| Date | Compétition                       | Lieu      | Résultat | Marque |
| ---- | --------------------------------- | --------- | -------- | ------ |
| 2015 | Championnats du monde cadets      | Cali      | 1er      | 2,20 m |
| 2019 | Championnats d'Europe espoirs     | Gävle     | 4e       | 2,20 m |
| 2019 | Championnats d'Europe par équipes | Bydgoszcz | 3e       | 2,22 m |
| 2024 | Championnats d'Europe             | Rome      | 6e       | 2,22 m |
| 2024 | Jeux olympiques                   | Paris     | 4e       | 2,34 m |

### National
- Championnats d'Italie :
  - vainqueur en 2019, 2023, 2024
- Championnats d'Italie en salle :
  - vainqueur en 2018, 2023

## Records
| Épreuve         | Marque | Lieu        | Date         |
| --------------- | ------ | ----------- | ------------ |
| Saut en hauteur | 2,34 m | Saint-Denis | 10 août 2024 |